# 도카라 열도 군발지진 (2025년)
도카라 열도 군발지진(일본어: トカラ列島群発地震)은 일본의 도카라 열도 인근 해역에서 2025년 6월부터 시작된 군발지진이다. 2025년 6월 21일부터 총 1,500회 이상의 유감지진이 발생했다.
2025년 들어 도카라 열도 근해에서 지진 활동이 급격히 늘어난 것은 6월 21일부터로 같은 해 7월 6일 15시(현지 시각)까지 일본 기상청 진도 계급 기준 최대진도 1 이상의 지진이 1,303회 이상 발생했다. 7월 2일 15시 26분에는 최대규모인 Mj5.6, Mw5.7의 지진이 발생했으며, 7월 3일 16시 13분에는 아쿠세키섬 인근에서 최대진도 6약의 지진이 발생했다. 도카라 열도 해역에서 발생한 지진 중 가고시마현 도시마촌에서 진도6약을 관측한 지진은 일본에서 현대 지진 관측 체제가 잡힌 1994년 이후 최초이다. 또한 가고시마현 내에서 진도6약 이상을 관측한 지진은 1997년 5월 가고시마현 북서부 지진 이후 처음이다.
도카라 열도 군발지진은 지난 2021년과 2023년에도 발생했지만 유감지진 발생 횟수는 2021년 346회, 2023년 308회에 비해 이번 2025년 지진은 이를 훨씬 웃도는 많은 지진이 발생했다. 최대진도 4 이상의 지진도 2021년에는 3회(진도5강 1회 포함), 2023년에는 2회였지만 이번 2025년에는 최소 27차례 이상 발생했다.

## 지질학적 환경
도카라 열도는 2016년부터 산발적으로 군발지진이 일어나고 있는데, 이 군발지진은 지하 유체 또는 가스 유입, 해저 단층의 수평 이동이 응력 경로를 바꿔 유발되었다고 추정된다. 도카라 열도는 크게 3가지로 나눌 수 있는데, 그 중 북부와 중부 사이 경계선(아쿠세키섬과 스와노세섬 사이)에 "도카라 갭"(Tokara Gap)이라고 부르는 지형적인 함몰부가 있다. 이는 지질학적, 생물학적으로 도카라 열도를 나누는 구분선이 된다. 이 도카라 갭 주변에서는 주향이동단층형 지진이 발생하기 쉽다고 알려져 있으며, 도카라 열도 인근을 진앙으로 산발적으로 군발지진이 일어난다. 2016년 12월에 일본 기상청 진도 계급 기준 최대진도 4의 지진이, 2021년 12월에는 최대진도 5강, 규모 M6.0의 지진도 발생했다. 그 외에 2021년 4월, 2023년 5월에도 비슷한 군발지진이 발생했다.

## 지진 매커니즘
구마모토 대학 부교수이자 해양화산학자인 요코세 히사요시는 해저 지형과 지진 진앙 분포를 미루어 보아 도카라 열도에는 3개의 활단층이 있다고 추정했다. 2021년과 2023년의 경우에는 아쿠세키섬과 소호섬 사이에 있는 2개의 활단층에서 지진이 발생했으나 이번 지진에서는 소호섬과 다카라섬 사이에 있는 가장 남쪽의 활단층에서도 지진이 활발히 일어나고 있다고 분석했다.
도카라 열도에는 필리핀해판이 유라시아판 아래로 가라앉는 류큐 해구가 이어진 곳이기 때문에 필리핀해판이 침강할 때 이 판 위에 있는 여러 해산과 해대가 유라시아판을 계속 밀어내며 활단층에 변형이 생겨 지진이 발생한다는 분석도 있다.

## 주요 군발지진 목록
2025년 6월 21일 이후 최대진도 4 이상을 관측한 주요 군발지진의 목록은 다음과 같다.
| 연도   | 월일     | 발생 시각 | 진앙             | 진원 깊이 | 규모  | 최대 진도 | 각주          |
| ------ | -------- | --------- | ---------------- | --------- | ----- | --------- | ------------- |
| 2025년 | 6월 22일 | 12시 12분 | 도카라 열도 근해 | 20 km     | M4.5  | 진도4     |               |
| 2025년 | 6월 22일 | 17시 15분 | 도카라 열도 근해 | 20 km     | M5.2  | 진도4     |               |
| 2025년 | 6월 23일 | 00시 15분 | 도카라 열도 근해 | 10 km     | M3.6  | 진도4     |               |
| 2025년 | 6월 23일 | 23시 36분 | 도카라 열도 근해 | 20 km     | M5.0  | 진도4     |               |
| 2025년 | 6월 24일 | 02시 23분 | 도카라 열도 근해 | 20 km     | M4.9  | 진도4     |               |
| 2025년 | 6월 24일 | 16시 04분 | 도카라 열도 근해 | 20 km     | M5.0  | 진도4     |               |
| 2025년 | 6월 29일 | 10시 14분 | 도카라 열도 근해 | 20 km     | M4.7  | 진도4     |               |
| 2025년 | 6월 29일 | 16시 12분 | 도카라 열도 근해 | 30 km     | M5.1  | 진도4     |               |
| 2025년 | 6월 29일 | 16시 56분 | 도카라 열도 근해 | 20 km     | M4.0  | 진도4     |               |
| 2025년 | 6월 30일 | 12시 36분 | 도카라 열도 근해 | 20 km     | M4.5  | 진도4     |               |
| 2025년 | 6월 30일 | 18시 33분 | 도카라 열도 근해 | 30 km     | M5.1  | 진도5약   |               |
| 2025년 | 7월 01일 | 06시 49분 | 도카라 열도 근해 | 20 km     | M4.3  | 진도4     |               |
| 2025년 | 7월 01일 | 17시 10분 | 도카라 열도 근해 | 20 km     | M4.7  | 진도4     |               |
| 2025년 | 7월 01일 | 20시 22분 | 도카라 열도 근해 | 20 km     | M4.3  | 진도4     |               |
| 2025년 | 7월 02일 | 04시 32분 | 도카라 열도 근해 | 30 km     | M5.0  | 진도5약   |               |
| 2025년 | 7월 02일 | 09시 06분 | 도카라 열도 근해 | 10 km     | M4.4  | 진도4     |               |
| 2025년 | 7월 02일 | 09시 10분 | 도카라 열도 근해 | 10 km     | M3.5  | 진도4     |               |
| 2025년 | 7월 02일 | 09시 14분 | 도카라 열도 근해 | 10 km     | M4.2  | 진도4     |               |
| 2025년 | 7월 02일 | 14시 22분 | 도카라 열도 근해 | 20 km     | M4.5  | 진도4     |               |
| 2025년 | 7월 02일 | 14시 51분 | 도카라 열도 근해 | 매우 얕음 | M5.1  | 진도4     |               |
| 2025년 | 7월 02일 | 15시 26분 | 도카라 열도 근해 | 10 km     | M5.6  | 진도5약   | 최대규모 지진 |
| 2025년 | 7월 02일 | 16시 17분 | 도카라 열도 근해 | 20 km     | M5.1  | 진도4     |               |
| 2025년 | 7월 03일 | 06시 51분 | 도카라 열도 근해 | 20 km     | M4.4  | 진도4     |               |
| 2025년 | 7월 03일 | 14시 31분 | 도카라 열도 근해 | 30 km     | M4.5  | 진도4     |               |
| 2025년 | 7월 03일 | 15시 11분 | 도카라 열도 근해 | 30 km     | M4.6  | 진도4     |               |
| 2025년 | 7월 03일 | 15시 18분 | 도카라 열도 근해 | 30 km     | M4.6  | 진도4     |               |
| 2025년 | 7월 03일 | 15시 35분 | 도카라 열도 근해 | 30 km     | M4.2  | 진도4     |               |
| 2025년 | 7월 03일 | 16시 13분 | 도카라 열도 근해 | 20 km     | M5.5  | 진도6약   | 최대진도 지진 |
| 2025년 | 7월 04일 | 09시03분  | 도카라 열도 근해 | 20 km     | M4.4  | 진도4     |               |
| 2025년 | 7월 04일 | 12시 20분 | 도카라 열도 근해 | 20 km     | M4.3  | 진도4     |               |
| 2025년 | 7월 04일 | 18시 20분 | 도카라 열도 근해 | 20 km     | sM4.5 | 진도4     |               |
| 2025년 | 7월 05일 | 02시 58분 | 도카라 열도 근해 | 20 km     | M5.3  | 진도4     |               |
| 2025년 | 7월 05일 | 03시 44분 | 도카라 열도 근해 | 30 km     | M4.6  | 진도4     |               |
| 2025년 | 7월 05일 | 06시 29분 | 도카라 열도 근해 | 20 km     | M5.4  | 진도5강   |               |
| 2025년 | 7월 05일 | 16시 16분 | 도카라 열도 근해 | 20 km     | M4.2  | 진도4     |               |
| 2025년 | 7월 06일 | 13시 20분 | 도카라 열도 근해 | 30 km     | M4.5  | 진도4     |               |
| 2025년 | 7월 06일 | 14시 01분 | 도카라 열도 근해 | 20 km     | M4.8  | 진도5강   |               |
| 2025년 | 7월 06일 | 14시 07분 | 도카라 열도 근해 | 20 km     | M5.4  | 진도5강   |               |
| 2025년 | 7월06일  | 23시 44분 | 도카라 열도 근해 | 20 km     | M4.5  | 진도4     |               |
| 2025년 | 7월 06일 | 23시 50분 | 도카라 열도 근해 | 20 km     | M4.4  | 진도4     |               |
| 2025년 | 7월 07일 | 00시 08분 | 도카라 열도 근해 | 20 km     | M4.3  | 진도4     |               |
| 2025년 | 7월 07일 | 00시 12분 | 도카라 열도 근해 | 20 km     | M4.9  | 진도5약   |               |

### 지진 발생 횟수
2025년 6월 21일부터 각 진도별로 발생한 지진 횟수는 아래와 같다.
| 진도    | 6월 21일 8시 | 22일 | 23일 | 24일 | 25일 | 26일 | 27일 | 28일 | 29일 | 30일 | 7월 1일 | 2일 | 3일 | 4일 | 5일 | 6일 | 총계 |
| ------- | ------------ | ---- | ---- | ---- | ---- | ---- | ---- | ---- | ---- | ---- | ------- | --- | --- | --- | --- | --- | ---- |
| 진도6약 | 0            | 0    | 0    | 0    | 0    | 0    | 0    | 0    | 0    | 0    | 0       | 0   | 1   | 0   | 0   | 0   | 1    |
| 진도5강 | 0            | 0    | 0    | 0    | 0    | 0    | 0    | 0    | 0    | 0    | 0       | 0   | 0   | 0   | 1   | 2   | 3    |
| 진도5약 | 0            | 0    | 0    | 0    | 0    | 0    | 0    | 0    | 0    | 1    | 0       | 2   | 0   | 0   | 0   | 0   | 3    |
| 진도4   | 0            | 2    | 2    | 2    | 0    | 0    | 0    | 0    | 3    | 1    | 3       | 6   | 5   | 3   | 3   | 0   | 31   |
| 진도3   | 2            | 7    | 10   | 1    | 4    | 0    | 1    | 2    | 11   | 5    | 6       | 19  | 14  | 9   | 11  | 8   | 110  |
| 진도2   | 2            | 34   | 47   | 19   | 16   | 7    | 2    | 4    | 29   | 13   | 32      | 33  | 46  | 18  | 14  | 33  | 369  |
| 진도1   | 24           | 76   | 124  | 46   | 49   | 8    | 13   | 28   | 60   | 43   | 114     | 82  | 101 | 82  | 76  | 54  | 980  |
| 총합    | 28           | 119  | 183  | 68   | 69   | 15   | 16   | 34   | 103  | 63   | 155     | 143 | 167 | 112 | 125 | 100 | 1500 |

## 반응
일본 기상청은 7월 2일 저녁 긴급기자회견을 열고 도카라 열도에 지진이 활발한 이유와 향후 전망은 불분명하며, 당분간 진도5약 정도의 흔들림을 보이는 지진이 일어날 수 있다며 주의를 당부했다.
7월 3일 지진으로 진도6약의 흔들림을 느낀 아쿠세키섬은 전체 38가구 30명을 대상으로 피난지시를 내렸으나, 건물 피해가 없다고 판단해 같은 날에 피난지시를 해제했다. 이후 섬 밖으로 피난을 원하는 아쿠세키섬 주민 13명에 대해 4일 도시마 2호 페리를 통해 가고시마시 본토로 피난시키겠다고 발표했다.
가고시마현은 7월 3일 도시마촌에 대해 재해구조법 적용을 결정했다.

### 대지진 음모론
과거에 발생한 2016년 구마모토 지진과 2024년 노토반도 지진에서 발생 직전 도카라 열도에서 군발지진이 발생했기 때문에 SNS에서도 이번 지진활동도 대지진의 전조라고 하며 "도카라 법칙"이라는 명칭과 함께 여러 게시물이 퍼져나갔다. 하지만 구마모토 대학의 요코세 히사요시 부교수는 "도카라 법칙"은 과학적 근거가 전혀 없다고 이를 부정하며 도카라 열도에서 빈번히 발생하는 지진의 규모도 작아 난카이 해곡 거대지진을 일으킬 가능성은 매우 적다고 밝혔다. 또한 구마모토 지진과 노토반도 지진 직전 발생한 도카라 열도 군발지진은 우연일 가능성이 높다고 말했다.
또한 2025년 7월 5일에 대재앙이 발생한다는 만화 작품과 도카라 열도 군발지진을 연관지어 보는 SNS 게시물도 올라왔으나 일본 기상청은 이를 "시중에 떠도는 가짜 정보"라고 밝혔다.

## 같이 보기
- 2025년 지진
- 일본의 지진 목록
- 도카라 열도 군발지진 (2021년)